# Yutaka Sado

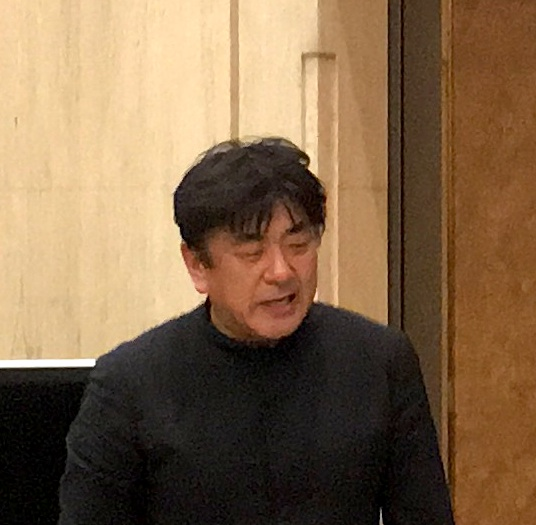
Yutaka Sado, 2016

Yutaka Sado (jap. 佐渡 裕, Sado Yutaka; * 13. Mai 1961 in Kyōto, Präfektur Kyōto) ist einer der international bekanntesten japanischen Dirigenten. Von 2015 bis 2025 war er Chefdirigent des Tonkünstler-Orchesters Niederösterreich.

## Leben
Sado studierte an der Kunsthochschule in seiner Heimatstadt zunächst Flöte und schloss die Ausbildung mit Auszeichnung ab. Noch während seines Studiums erhielt er einen Platz an der renommierten „Kansai Nikikai Opera Company“ in Osaka zugesprochen. Dort hatte er die Möglichkeit, mit dem Neuen Philharmonieorchester Japan in Tokio und dem Sinfonieorchester Kyōto zusammenzuarbeiten. 1987 reiste er in die Vereinigten Staaten, um am jährlichen Tanglewood Music Festival in Lenox, Massachusetts, teilzunehmen. Die ebenfalls anwesenden weltbekannten Dirigenten und Komponisten Leonard Bernstein und Seiji Ozawa wurden schnell auf ihn aufmerksam, und es entwickelte sich ein intensiver Austausch. Nach der Rückkehr nach Japan arbeitete Sado als Assistent Ozawas und gab sein offizielles Debüt als Dirigent auf großer Bühne mit einer Serie von Sinfonien Joseph Haydns in der Neuen Japanischen Philharmonie. In der Folge arbeitete er mit Charles Dutoit und Gennadi Roschdestwenski zusammen, fühlte sich aber am stärksten vom Werk Bernsteins inspiriert, den er aus diesem Grunde 1988 als Assistent auf einer Tournee mit dem Orchester des Schleswig-Holstein Musik Festival durch Deutschland und die Sowjetunion begleitete. Im folgenden Jahr gewann er den Internationalen Wettbewerb für Junge Dirigenten in Besançon. 1990 unterstützte Sado Bernstein, Michael Tilson Thomas und das London Philharmonic Orchestra beim Aufbau des ersten Pacific Music Festival in Sapporo, an dem er als fester Dirigent und in späteren Jahren als Gast teilnahm.
Im Oktober 1993 wurde er als Nachfolger von Valentin Kojin zum Chefdirigenten des Orchestre Lamoureux in Paris berufen und blieb in diesem Amt bis 2011. Seit 1999 leitet Sado in der Osaka-jo-Hall in Osaka das jährliche Konzert Suntory Presents Beethoven’s 9th with a Cast of 10000, bei dem die 9. Sinfonie Ludwig van Beethovens gespielt wird. Solisten und Orchester sind professionelle Musiker. Die bis zu 10.000 Sänger aber, die die Chorpartien der Sinfoniekantate im letzten Satz singen, sind Laien, die mehrere Monate an Proben teilgenommen haben. Im Jahre 2005 ernannte man Yutaka Sado zudem zum Generalmusikdirektor und künstlerischen Leiter des neuen Hyogo Performing Arts Centre (HPAC, engl. für Hyōgokenritsu geijutsu bunka sentā, „Kunst- und Kulturzentrum der Präfektur Hyōgo“) in Nishinomiya und zum Chefdirigenten des zugehörigen Orchesters. Beide Institutionen hatte er zuvor mit aufgebaut. Das HPAC steht als symbolträchtiges Zeichen des Wiederaufbaus der Region nach dem schweren Erdbeben von Kōbe 1995. Sado eröffnete das Haus mit einem Festkonzert. Als Gastdirigent stand er bisher unter anderem den Berliner Philharmonikern, dem Deutschen Symphonie-Orchester Berlin, dem Symphonieorchester des Bayerischen Rundfunks, dem Leipziger Gewandhausorchester, der Sächsischen Staatskapelle Dresden, dem London Symphony Orchestra, dem London Philharmonic Orchestra, dem BBC Philharmonic, dem Orchestre de Paris, dem Orchestre Philharmonique de Radio France, dem Frankfurter Museumsorchester, dem Radio-Sinfonieorchester Stuttgart, dem Gürzenich-Orchester, den Bamberger Symphonikern, der Dresdner Philharmonie sowie den Philharmonikern Hamburg vor.
Ab der Saison 2015/16 war er als Nachfolger von Andrés Orozco-Estrada Chefdirigent des Tonkünstler-Orchesters. Nach nur einer Saison und einer sehr erfolgreichen Japan-Tournee mit dem Tonkünstler-Orchester, das erstmals in Asien auftrat, wurde sein Vertrag vorzeitig bis zur Saison 2024/25 verlängert. Im Juni 2023 wurde Fabien Gabel als sein Nachfolger als Chefdirigent ab der Saison 2025/26 vorgestellt. Im Juni 2025 leitete Sado sein Abschiedskonzert als Chefdirigent des Tonkünstler-Orchesters mit Mahlers 8. Sinfonie im Festspielhaus St. Pölten.
Yutaka Sados Frau Kimiko und seine Tochter leben in Hyogo in der Nähe von Osaka.

## Ehrungen
- 1988: „Prix Davidoff – Spezialpreis“ des Hauses Reemtsma
- 1989: Sieg beim Concours international de jeunes chefs d’orchestre in Besançon
- 1995: „Grand Prix“ des Concours International L. Bernstein Jerusalem
- 1996: „Révélation Musicale de l´Année“ des Syndicat Professionnel de la Critique dramatique et musicale
- 2015: DaCapo KlassiK-Award „Conductor of the Year 2015“
- 2025: Großes Goldenes Ehrenzeichen für Verdienste um das Bundesland Niederösterreich[8]
- 2025: Ehrendirigent des Tonkünstler-Orchesters Niederösterreich[9]